# Sigrid Hausen
Pour les articles homonymes, voir Hausen.

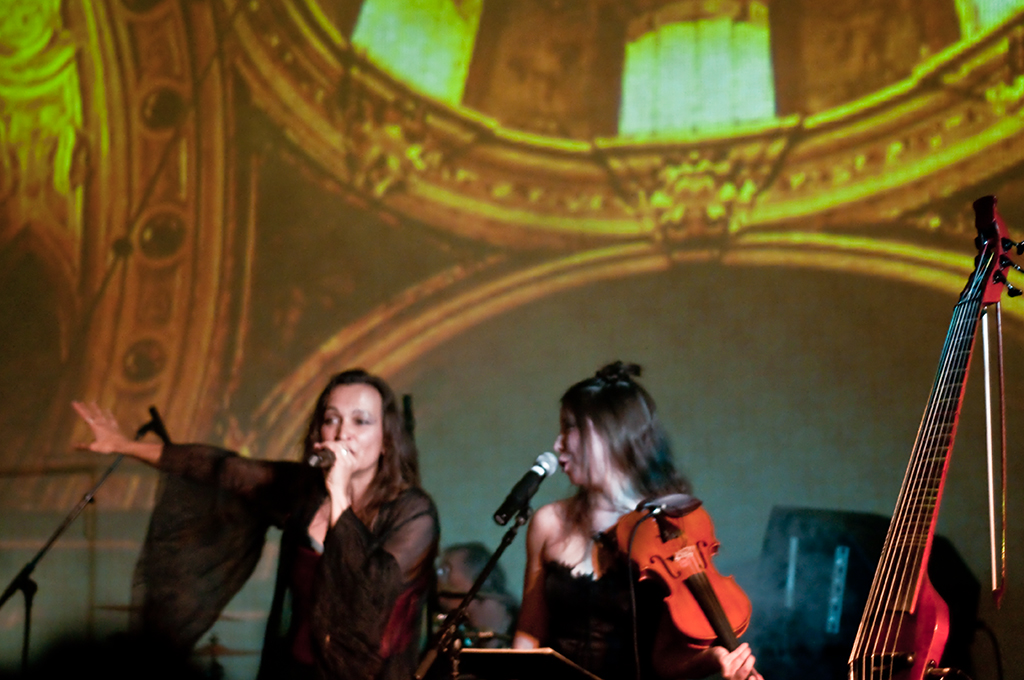
Sigrid Hausen (à gauche) en concert à Hunt Valley (Maryland), en 2010

Sigrid Hausen, également connue sous le pseudonyme de Syrah, est une chanteuse allemande (mezzo-soprano).

## Biographie
Sigrid Hausen a étudié au Mozarteum de Salzbourg, entre autres sous la direction de Nikolaus Harnoncourt, et a participé aux master classes de chant et d'interprétation ancienne de Montserrat Figueras et d’Emma Kirkby.
Depuis 1985, elle fait partie du groupe de musique médiévale Estampie qu'elle a fondé avec Michael Popp et Ernst Schwindl. 
Elle est aussi chanteuse au sein de trois autres projets musicaux :
- Qntal, groupe fondé en 1991 par Ernst Horn et Michael Popp, mêlant les instruments traditionnels de la musique médiévale à la musique électronique[3].
- Al Andaluz Project, formation rassemblant plusieurs membres d'Estampie, du groupe Amán Amán et le duo catalan L'Ham de Foc[4]. Mené par les chanteuses respectives de ces groupes (Sigrid Hausen, Iman Al Kandoussi et Mara Aranda) ce projet s'intéresse aux musiques arabo-andalouses et séfarades.
- VocaMe est un ensemble vocal féminin où Sigrid Hausen est entourée d'une autre mezzo-soprano, Petra Noskaiova, de deux sopranos, Sarah M. Newman et Gerlinde Samann, et d'une alto, Kathrin Feldmann, présente seulement aux débuts de la formation. On y retrouve aussi Michael Popp à la direction musicale et aux instruments d'accompagnement[5]. Le premier album de VocaMe publié en 2009 fait revivre les compositions de Cassienne de Constantinople, le second, en 2012, rend hommage à Hildegarde de Bingen, le troisième est consacré à Christine de Pisan en 2015.

## Discographie

### Avec Estampie
- 1990 - A Chantar
- 1991 - Ave Maris Stella
- 1994 - Ludus Danielis
- 1996 - Crusaders - In Nomine Domini
- 1998 - Materia Mystica (Hommage à Hildegarde de Bingen)
- 2000 - Ondas
- 2002 - Fin Amor
- 2004 - Signum
- 2005 - Marco Polo (DVD en concert)
- 2007 - Best of Estampie (1986-2006) (Compilation)
- 2013 - Secrets of The North
- 2016 - Amor Lontano

### Avec Qntal
- 1992 - Qntal I
- 1995 - Qntal II
- 2003 - Qntal III : Tristan und Isolde
- 2004 - Illuminate (Compilation)
- 2005 - Qntal IV : Ozymandias
- 2006 - Qntal V : Silver Swan
- 2008 - Qntal VI : Translucida
- 2008 - The Best of QNTAL - Purpurea (Compilation)
- 2014 - Qntal VII
- 2018 - Qntal VIII : Nachtblume
- 2022 - Qntal IX : Time Stands Still

### Avec Al Andaluz Project
- 2007 - Deus et Diabolus
- 2010 - Al-Maraya
- 2012 - Abuab Al Andalus - Live in München 2011 (CD + DVD Live)
- 2013 - Salam

### Avec VocaMe
- 2009 - Kassia
- 2012 - Inspiration - Hildegard von Bingen, Lieder und visionen
- 2015 - Christine de Pizan - Chansons et ballades